# Большая Быстрая
Больша́я Бы́страя (Быстрая) — река в Слюдянском районе Иркутской области. Правый приток Иркута.
Длина реки — 52 км, площадь водосборного бассейна — 352 км².
Берёт начало в Хамар-Дабане, недалеко от границы с Тункинским районом Бурятии. Течёт с юга на север в горно-таёжной местности. В Быстринской впадине (восточный сегмент Тункинской котловины), в 5 км до впадения в Иркут, реку пересекает федеральная автодорога А333 «Тункинский тракт».
В 1—1,5 км к югу от устья находится деревня Быстрая.
Впадает с востока в Иркут по правому берегу, в 154 км от места его впадения в Ангару.
Основные притоки: Подкомарная, Чернушка, Малая Чернушка.